# プログレスM-46
プログレスM-46はロシア連邦宇宙局が国際宇宙ステーション(ISS)の補給のために打ち上げたプログレス補給船。NASAでは Progress 8、8Pなどとも称しており、型式はプログレス-M (11F615A55)で、シリアル番号は246番だった。

## 運用
プログレスM-46は2002年6月26日5時36分30秒(GMT)にバイコヌール宇宙基地1/5発射台からソユーズ-Uで打ち上げられた。M-46は同年6月29日5時36分30秒(GMT)にISSのズヴェズダモジュールのAftポートにドッキングした。
ドッキングの前にはクルスドッキングシステムの試験が行われた。
3ヶ月間ドッキングを継続し、プログレスM1-9の到着に備えて2002年9月24日の13時58分49秒(GMT)にドッキングを解除した。同年10月14日9時34分(GMT)に軌道を離脱し、太平洋上の大気圏で燃焼、燃え残りは10時21分59秒(GMT)ごろ海上に落下した。

## 搭載貨物
プログレスM-46は第5次長期滞在のクルーなどのための食料、水、酸素や科学実験用の装置類などを搭載していた。

## 註
1. 1 2  McDowell, Jonathan. “Launch Log”.   Jonathan's Space Page. 2009年6月6日閲覧。
2. 1 2 3 4  Anikeev, Alexander. “Cargo spacecraft "Progress M-46"”.   Manned Astronautics - Figures & Facts. 2007年10月9日時点のオリジナルよりアーカイブ。2009年6月6日閲覧。
3. 1 2  Wade, Mark. “Progress M”.   Encyclopedia Astronautica. 2016年7月11日閲覧。
4. ↑  Zak, Anatoly. “Progress cargo ship”.   RussianSpaceWeb. 2009年6月6日閲覧。
5. ↑  McDowell, Jonathan. “Satellite Catalog”.   Jonathan's Space Page. 2009年6月6日閲覧。